# Maxville
Maxville – miasto w Stanach Zjednoczonych, w stanie Wisconsin, w hrabstwie Buffalo.